# アマチュアトップコンサート
アマチュアトップコンサートは、1962年より毎年1月に兵庫県宝塚市の宝塚大劇場で行われているチャリティーコンサートである。主催は関西テレビ放送、阪急電鉄。協賛はタケモトピアノ。

## 概要
当時、日本国内で流行していたポリオ根絶のための資金を募ることを目的に開催された。現在、収益金は日本ユニセフ協会に寄付され、恵まれない子供たちのために役立てられている。
合唱、吹奏楽、マーチング、チアリーディングの分野で主に関西で活躍している小・中学生、高校生を中心としたトップレベルの学校・団体が出場し、毎回一つのテーマに沿った演奏・演技を披露する。
出場団体の演技・演奏のレベルの高さもさることながら、宝塚大劇場の誇る舞台装置を最大限に活用した演出も、このコンサートの魅力のひとつである。
第15回（1976年）から第31回（1992年）までの開催分は関西テレビにおいて『タカラヅカ花の指定席』の番組枠を利用して録画放送されていた。また、1993年は宝塚大劇場の改築のため開催されなかった。2014年は宝塚歌劇創立100周年関連行事のため中止。2015年以降の開催については不明。

## 開催履歴
| 回数       | 年月日                     | テーマ                                             | 備考                                      |
| ---------- | -------------------------- | -------------------------------------------------- | ----------------------------------------- |
| 第1回      | 1962年（昭和37年） 1月17日 |                                                    | 合唱3団体・吹奏楽4団体、計7団体が出場     |
| 第2回      | 1963年（昭和38年） 1月19日 |                                                    |                                           |
| 第3回      | 1964年（昭和39年） 1月16日 |                                                    | フィナーレの合同演奏を朝比奈隆が指揮      |
| 第4回      | 1965年（昭和40年） 1月16日 |                                                    |                                           |
| 第5回      | 1966年（昭和41年） 1月14日 |                                                    |                                           |
| 第6回      | 1967年（昭和42年） 1月21日 |                                                    | テーマソング「そしてあの子に」発表        |
| 第7回      | 1968年（昭和43年） 1月20日 |                                                    |                                           |
| 第8回      | 1969年（昭和44年） 1月18日 |                                                    |                                           |
| 第9回      | 1970年（昭和45年） 1月17日 | 世界を結ぶ…万国博120年史                           | この年よりテーマを設定                    |
| 第10回記念 | 1971年（昭和46年） 1月23日 | 10周年を讃えて                                     |                                           |
| 第11回     | 1972年（昭和47年） 1月22日 | 鉄道100年によせて                                  |                                           |
| 第12回     | 1973年（昭和48年） 1月13日 | 世界の名曲をたずねて                               |                                           |
| 第13回     | 1974年（昭和49年） 1月26日 | 美しい自然のために                                 |                                           |
| 第14回     | 1975年（昭和50年） 1月14日 | 昭和50年にちなみ歴史を聞こう                       |                                           |
| 第15回     | 1976年（昭和51年） 1月17日 | ぼくらはみんなファミリー                           | この年よりテレビ放送開始（第31回まで）    |
| 第16回     | 1977年（昭和52年） 1月14日 | 若者よ旅に出よう！                                 |                                           |
| 第17回     | 1978年（昭和53年） 1月6日  | 青春のファンタジー                                 |                                           |
| 第18回     | 1979年（昭和54年） 1月13日 | ビバ！ホリデー                                     |                                           |
| 第19回     | 1980年（昭和55年） 1月12日 | カーニバル'80                                      |                                           |
| 第20回記念 | 1981年（昭和56年） 1月10日 | 栄光の20年                                         |                                           |
| 第21回     | 1982年（昭和57年） 1月9日  | ジュエリー・ミュージック                           |                                           |
| 第22回     | 1983年（昭和58年） 1月8日  | ジョイフル クラシック                              |                                           |
| 第23回     | 1984年（昭和59年） 1月14日 | メロディは心の故郷                                 |                                           |
| 第24回     | 1985年（昭和60年） 1月12日 | 色彩の冒険                                         |                                           |
| 第25回     | 1986年（昭和61年） 1月11日 | グロリア'25                                        |                                           |
| 第26回     | 1987年（昭和62年） 1月10日 | 花のファンタジア                                   |                                           |
| 第27回     | 1988年（昭和63年） 1月9日  | 名作曲家にあいましょう                             |                                           |
| 第28回     | 1989年（平成元年） 1月14日 | わが心の歌                                         |                                           |
| 第29回     | 1990年（平成2年） 1月13日  | 花と緑と音楽と                                     |                                           |
| 第30回記念 | 1991年（平成3年） 1月12日  | 歌 美しく、夢 美しく                               | A・T・Cソング「歌 美しく、夢 美しく」発表 |
| 第31回     | 1992年（平成4年） 1月11日  | ヤング・サウンド・イン・シアター                   |                                           |
| 第32回     | 1994年（平成6年） 1月7日   | シャイニング・トゥモロウ                           |                                           |
| 第33回     | 1995年（平成7年） 1月6日   | 風のファンタジー50―戦後50年の音楽史                |                                           |
| 第34回     | 1996年（平成8年） 1月5日   | ビューティフル・ワールド                           |                                           |
| 第35回     | 1997年（平成9年） 1月6日   | リズムの冒険                                       |                                           |
| 第36回     | 1998年（平成10年） 1月6日  | ザ・サウンド・オブ・マジック                       |                                           |
| 第37回     | 1999年（平成11年） 1月7日  | 光の中でジャンプ                                   |                                           |
| 第38回     | 2000年（平成12年） 1月7日  | ありがとう！20世紀                                 |                                           |
| 第39回     | 2001年（平成13年） 1月9日  | ハロー！ニューセンチュリー                         |                                           |
| 第40回記念 | 2002年（平成14年） 1月8日  | 友情のサウンド40年〜そしてあの子に〜               |                                           |
| 第41回     | 2003年（平成15年） 1月7日  | 明日にジャンプ！みんなでジャンプ!!                 |                                           |
| 第42回     | 2004年（平成16年） 1月6日  | 元気リズムで ダッシュ関西!!                        |                                           |
| 第43回     | 2005年（平成17年） 1月7日  | 夢を翼に はばたけ関西!!                            |                                           |
| 第44回     | 2006年（平成18年） 1月6日  | 宇宙に響け！みんなのサウンド                       |                                           |
| 第45回記念 | 2007年（平成19年） 1月4日  | 輝く青春！ニューイヤーサウンド                     | この年より昼・夜2回公演に                 |
| 第46回     | 2008年（平成20年） 1月4日  | 夢をあなたに！ニューイヤーサウンド'08              |                                           |
| 第47回     | 2009年（平成21年） 1月7日  | ハロー！マイ・ミュージック                         |                                           |
| 第48回     | 2010年（平成22年） 1月6日  | ヒート・ハート・ミュージック！～熱い想いを音楽に～ |                                           |
| 第49回     | 2011年（平成23年） 1月5日  | 青春の響き                                         |                                           |
| 第50回記念 | 2012年（平成24年） 1月4日  | 歌 美しく、夢 美しく                               |                                           |
| 第51回     | 2013年（平成25年） 1月4日  | 未来へGO！GO！                                     |                                           |

## 歴代の主な協賛企業
- ライオン歯磨（現:ライオン）　第7回（1968年）〜第14回（1975年）
- パルナス製菓　第17回（1978年）〜第31回（1992年）
- さくら銀行（現:三井住友銀行）　第33回（1995年）〜第37回（1999年）